# Bruno Liljefors
Bruno Andreas Liljefors (ur. 14 maja 1860 w Uppsali, zm. 18 grudnia 1939 w Sztokholmie) – malarz szwedzki, najlepiej znany ze swoich często dramatycznych przedstawień motywów zwierzęcych i natury. Wiele jego prac przedstawiających ptaki charakteryzuje się impresjonistyczną kreską tworząc odrębny styl.
Liljefors rozpoczął studia malarskie w Akademii Sztuk Pięknych w Sztokholmie. W roku 1882 udaje się do Düsseldorfu aby studiować malowanie zwierząt. Duży wpływ na jego twórczość mają przyjaciele: Anders Zorn i Carl Larsson. W latach 80. XIX w. należał do grupy tzw. Oponentów, której członkowie krytykowali sposób nauczania w Akademii Sztuk Pięknych i jej rektora Georga von Rosena.
W opozycji do współczesnych mu trendów, Liljefors zarzucił "idylliczne" portrety zwierząt na rzecz utrwalania ich codziennego życia w naturalnym krajobrazie, ruchu i szczegółów anatomicznych. Najbardziej znane prace to: Rävfamilj (1886) (Lisia rodzina), Havsörnar (1897) i wykonana w roku 1930 rzeźba Lek (Zabawa) znajdująca się przy Stadionie w Sztokholmie.
W latach 1917–1932 tworzył i mieszkał z rodziną w Österbybruk. W jego chacie łowieckiej na wyspie Bullerön w Archipelagu Sztokholmskim mieści się muzeum poświęcone faunie i florze Bullerön oraz życiu na wyspie. Na wyspie Bullerön mógł artysta oddawać się studiowaniu ptaków i innych zwierząt w ich naturalnym środowisku. Zbudował tam zaporę na strumieniu, by móc łatwiej obserwować ruch i anatomię morskich ptaków.
Od roku 1932 mieszkał w Pałacu Sportu na wyspie Kungsholmen w Sztokholmie.

## Rodzina
Żonaty pierwszy raz w 1887 z Anną Olivią, z d. Olofsson, dzieci: Birgitta (ur. 1891) i Signe (ur. 1892). Żonaty po raz drugi od 1895 z Signe Adolfiną Heleną, z d. Olofsson 1871, dzieci: Blanka Helena (ur. 1896), Håkan Bruno (ur. 1898), Signe Barbro (ur. 1899) i Staffan Bruno (ur. 1900).
Rodzice: Anders Liljefors i Maria Margareta z d. Lindbäck. Brat: Ruben Liljefors, kompozytor i dyrygent.

## Galeria

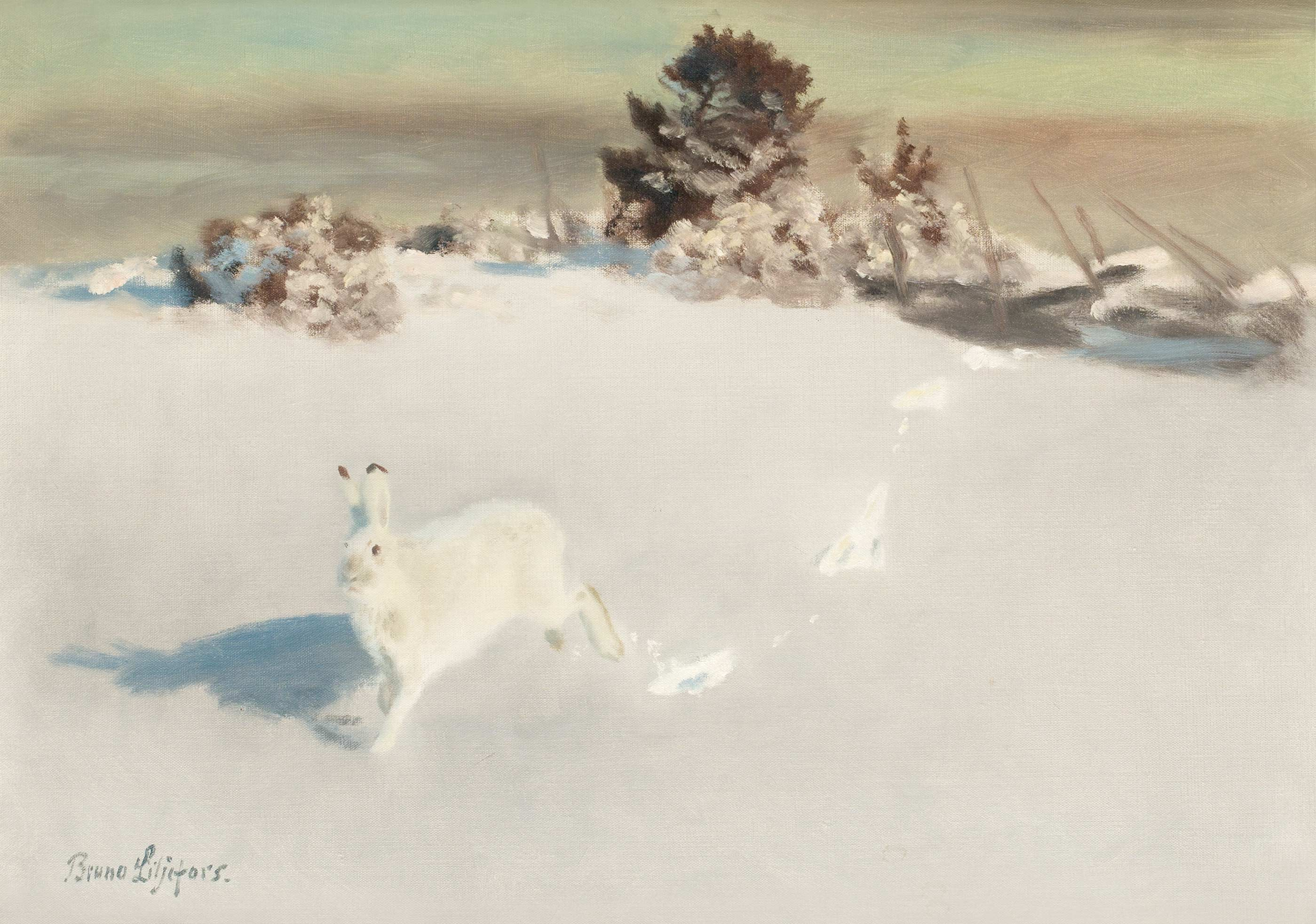
Vinterhare vid gärdesgård
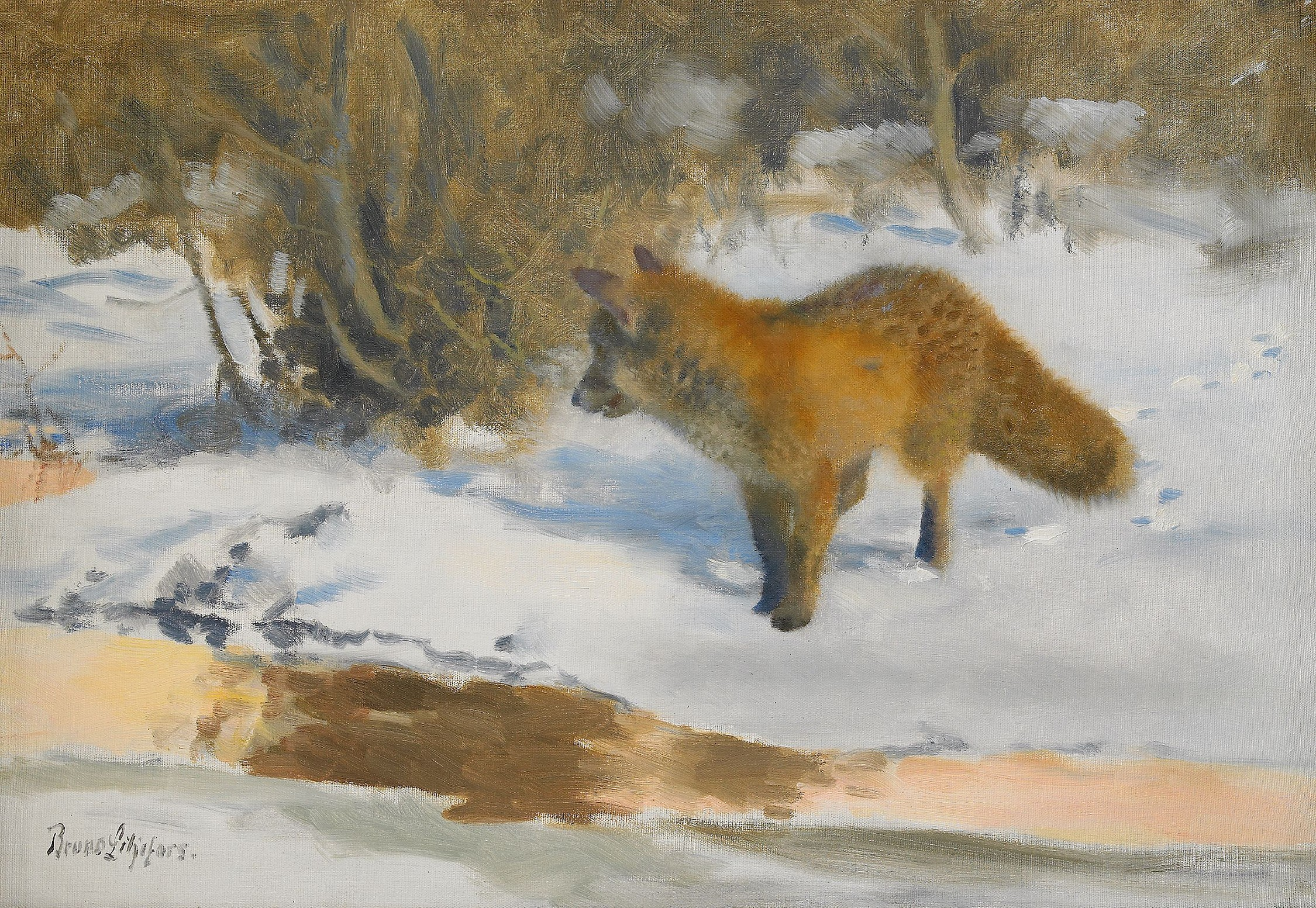
Pejzaż zimowy z lisem
Kłusownik (1894)